# Lisa Nowak
Lisa Marie Nowak (de soltera, Caputo) es una ingeniera y exastronauta de la NASA, que formó parte en la misión del transbordador espacial Discovery, vuelo STS-121, como tripulante.

## Biografía
Nació el 10 de mayo de 1963 en Washington Distrito Federal. Estuvo casada con Richard T. Nowak, de South Burlington, Vermont y tienen tres hijos. Los padres de Lisa son Alfredo y Jane Caputo y residen en Rockville, Maryland. En su juventud compitió como atleta. En la actualidad practica ciclismo, vela, tiro al blanco, cocina, coleccionismo de sellos de caucho y toca el piano.

## Trayectoria académica
- Graduada por la C. W. Woodward High School, de Rockville, Maryland, en 1981
- Titulada en ingeniería aeroespacial por la Academia Naval de los EE. UU. en 1985
- Máster en ingeniería aeronáutica por la Escuela Naval de Postgrado de los EE. UU. en 1992

## Experiencia profesional
Obtuvo las alas de piloto naval en junio de 1987. 
En 1993 fue seleccionada como piloto de pruebas y apta para trabajos de ingeniería espacial. En 1996 fue nominada para el programa de astronautas.
Tiene más de 1500 horas de vuelo, habiendo volado en más de 30 aeronaves diferentes.

## Experiencia en la NASA
Desde agosto de 1996 hasta marzo de 2007, trabajó en la NASA y fue calificada como especialista de misión, en áreas de control de misión, comunicaciones y comunicador principal con los vuelos tripulados. Participó en el vuelo STS-121, lanzado el 4 de julio de 2006 con destino la Estación Espacial Internacional, completando 12 días, 18 horas y 36 minutos de vuelo orbital.

## Acusación de intento de asesinato
El 7 de febrero de 2007, Lisa Nowak fue detenida y acusada de intento de homicidio tras secuestrar y agredir a Colleen Shipman, mujer a la que consideraba su rival por el amor de otro astronauta, William Oefelein, que integró la tripulación del Discovery en una misión a la Estación Espacial Internacional.
En 2009, Nowak aceptó un acuerdo con el fiscal y se declaró culpable de los cargos de delito grave de robo de un automóvil y delito menor de agresión contra Colleen Shipman. Nowak quedó en libertad tras pagar una fianza de 25 500 dólares, pero las autoridades de la NASA dijeron que recibió un permiso de ausencia de 30 días y fue relevada de toda actividad.
La Fiscalía de Orlando aseguró que Nowak, armada con una pistola y un cuchillo, había viajado 1500 kilómetros desde Houston (Texas) hasta el aeropuerto internacional de esa ciudad de Florida para secuestrar a Shipman y, posiblemente, asesinarla. Existe, entre las pruebas, un video en donde se la ve esperando a la víctima para atacarla.
Al concluir el permiso de 30 días otorgado por la NASA, y al no ser considerada oficialmente una empleada de la agencia, el 7 de marzo de 2007 la despiden regresándola a la Armada con su cargo actual de oficial de marina mientras enfrenta el proceso judicial. Su destino es la jefatura de escuela naval de vuelo de Corpus Christi, Texas. El caso se resolvió desestimándose los cargos de secuestro, con sentencia de un año de libertad condicional. Posteriormente, fue dada de baja «menos que honorable» de la marina.